# Llista d'estats sobirans i territoris dependents d'Amèrica del Nord

Ubicació d'Amèrica del Nord al món.

Aquesta és una llista alfabètica d'estats sobirans i territoris dependents a Amèrica del Nord. S'entén per Amèrica del Nord el territori que arriba fins a la frontera entre Panamà i Colòmbia, i s'hi inclouen les illes del Carib.

## Estats sobirans
Un estat sobirà és una entitat política amb una sobirania efectiva sobre una població per a la qual pren decisions. Segons la Convenció de Montevideo, un estat ha de tenir una població permanent, un territori definit, un govern i la capacitat d'establir relacions amb altres estats.
| Bandera | Mapa | Noms comuns i formals en català                           | Noms comuns i formals en l'idioma local                                   | Capital                                                      | Població [a] | Àrea [a]      |
| ------- | ---- | --------------------------------------------------------- | ------------------------------------------------------------------------- | ------------------------------------------------------------ | ------------ | ------------- |
|         |      | Antigua i Barbuda                                         | anglès: Antigua and Barbuda                                               | Saint John's                                                 | 100.963      | 442,6 km²     |
|         |      | Bahames Commonwealth de les Bahames                       | anglès: Bahamas — Commonwealth of The Bahamas                             | Nassau                                                       | 377.374      | 13.878 km²    |
|         |      | Barbados                                                  | anglès: Barbados                                                          | Bridgetown                                                   | 284.644      | 439 km²       |
|         |      | Belize Commonwealth de Belize                             | anglès: Belize — Commonwealth of Belize                                   | Belmopan                                                     | 366.954      | 22.966 km²    |
|         |      | Canadà                                                    | anglès: Canada francès: Canada                                            | Ottawa                                                       | 35.702.707   | 9.984.670 km² |
|         |      | Costa Rica República de Costa Rica                        | castellà: Costa Rica — República de Costa Rica                            | San José                                                     | 4.872.166    | 51.100 km²    |
|         |      | Cuba República de Cuba                                    | castellà: Cuba — República de Cuba                                        | L'Havana castellà: La Habana                                 | 11.265.629   | 109.884 km²   |
|         |      | Dominica Commonwealth de Dominica                         | anglès: Dominica — Commonwealth of Dominica                               | Roseau                                                       | 72.003       | 751,09 km²    |
|         |      | El Salvador República d'El Salvador                       | castellà: El Salvador — República de El Salvador                          | San Salvador                                                 | 6.340.454    | 20.742 km²    |
|         |      | Estats Units Estats Units d'Amèrica                       | anglès: United States — United States of America                          | Washington DC                                                | 323.952.889  | 9.826.675 km² |
|         |      | Grenada                                                   | anglès: Grenada                                                           | Saint George's                                               | 105.897      | 348,5 km²     |
|         |      | Guatemala / República de Guatemala                        | castellà: Guatemala — República de Guatemala                              | Ciutat de Guatemala castellà: Nueva Guatemala de la Asunción | 15.468.203   | 108.889 km²   |
|         |      | Haití República d'Haití                                   | francès: Haïti — République d'Haïti crioll haitià: Ayiti — Repiblik Ayiti | Port-au-Prince                                               | 10.317.461   | 27.750 km²    |
|         |      | Hondures República d'Hondures                             | castellà: Honduras — República de Honduras                                | Tegucigalpa                                                  | 8.097.688    | 112.492 km²   |
|         |      | Jamaica                                                   | anglès: Jamaica                                                           | Kingston                                                     | 2.950.210    | 10.991,91 km² |
|         |      | Mèxic Estats Units Mexicans                               | castellà: México — Estados Unidos Mexicanos                               | Ciutat de Mèxic castellà: Ciudad de México                   | 130.526.945  | 1.972.550 km² |
|         |      | Nicaragua República de Nicaragua                          | castellà: Nicaragua — República de Nicaragua                              | Managua                                                      | 6.080.478    | 130.375 km²   |
|         |      | Panamà República de Panamà                                | castellà: Panamá — República de Panamá                                    | Ciutat de Panamà castellà: Panamá                            | 3.864.170    | 74.177,3 km²  |
|         |      | República Dominicana                                      | castellà: República Dominicana                                            | Santo Domingo                                                | 10.403.761   | 48.670,82 km² |
|         |      | Saint Kitts i Nevis Federació de Saint Cristopher i Nevis | anglès: Saint Kitts and Nevis — Federation of Saint Kitts and Nevis       | Basseterre                                                   | 54.191       | 269,36 km²    |
|         |      | Saint Lucia                                               | anglès: Saint Lucia                                                       | Castries                                                     | 182.273      | 617,01 km²    |
|         |      | Saint Vincent i les Grenadines                            | anglès: Saint Vincent and the Grenadines                                  | Kingstown                                                    | 109.373      | 389 km²       |
|         |      | Trinidad i Tobago República de Trinidad i Tobago          | anglès: Trinidad and Tobago — Republic of Trinidad and Tobago             | Port-of-Spain                                                | 1.341.151    | 5.128 km²     |

## Territoris dependents
Les següents entitats nord-americanes són territoris dependents.
| Bandera | Mapa | Noms comuns i formals en català         | Estatus legal                             | Noms comuns i formals en l'idioma local                                                                        | Capital           | Població  | Àrea       |
| ------- | ---- | --------------------------------------- | ----------------------------------------- | --- | ----------------- | --------- | ---------- |
|         |      | Anguilla                                | Territori britànic d'ultramar             | anglès: Anguilla                                                                                               | The Valley        | 16.086    | 91 km²     |
|         |      | Bermudes                                | Territori britànic d'ultramar             | anglès: Bermuda                                                                                                | Hamilton          | 65.024    | 53 km²     |
|         |      | Illa Navassa                            | Territori no incorporat dels Estats Units | anglès: Navassa Island                                                                                         | No en té          | 0         | 5,4 km²    |
|         |      | Illes Caiman                            | Territori britànic d'ultramar             | anglès: Cayman Islands                                                                                         | George Town       | 58.435    | 264 km²    |
|         |      | Illes Turks i Caicos                    | Territori britànic d'ultramar             | anglès: Turks and Caicos Islands                                                                               | Cockburn Town     | 33.098    | 417 km²    |
|         |      | Illes Verges Britàniques                | Territori britànic d'ultramar             | anglès: British Virgin Islands                                                                                 | Road Town         | 28.054    | 153 km²    |
|         |      | Illes Verges Nord-americanes            | Territori no incorporat dels Estats Units | anglès: United States Virgin Islands                                                                           | Charlotte Amalie  | 106.792   | 346,36 km² |
|         |      | Illa de Montserrat                      | Territori britànic d'ultramar             | anglès: Montserrat                                                                                             | Plymouth i Brades | 4.900     | 102 km²    |
|         |      | Puerto Rico Commonwealth de Puerto Rico | Territori no incorporat dels Estats Units | castellà: Puerto Rico - Estado Libre Asociado de Puerto Rico anglès: Puerto Rico - Commonwealth of Puerto Rico | San Juan          | 3.615.086 | 9.104 km²  |

## Altres àrees
| Bandera | Mapa | Noms comuns i formals en català             | Estatus legal                                 | Noms comuns i formals en l'idioma local                                    | Capital        | Població | Àrea          |
| ------- | ---- | ------------------------------------------- | --------------------------------------------- | -------------------------------------------------------------------------- | -------------- | -------- | ------------- |
|         |      | Aruba                                       | País constituent del Regne dels Països Baixos | neerlandès i papiament: Aruba                                              | Oranjestad     | 102.911  | 178,92 km²    |
|         |      | Bonaire                                     | Municipi especial dels Països Baixos          | neerlandès: Bonaire papiament: Boneiru                                     | Kralendijk     | 30.000   | 294 km²       |
|         |      | Curaçao País de Curaçao                     | País constituent del Regne dels Països Baixos | neerlandès: Land Curaçao papiament: Pais Kòrsou anglès: Country of Curaçao | Willemstad     | 160.337  | 444 km²       |
|         |      | Groenlàndia                                 | País constituent del Regne de Dinamarca       | groenlandès: Kalaallit Nunaat                                              | Nuuk           | 56.295   | 2.166.086 km² |
|         |      | Guadalupe (França)                          | Regió d'ultramar de França                    | francès: Guadeloupe                                                        | Basse-Terre    | 397.990  | 1.628 km²     |
|         |      | Martinica                                   | Regió d'ultramar de França                    | francès: Martinique                                                        | Fort-de-France | 380.877  | 1.128 km²     |
|         |      | Saint-Barthélemy                            | Col·lectivitat d'ultramar de França           | francès: Saint Barthélemy                                                  | Gustavia       | 9.625    | 25 km²        |
|         |      | Saint-Martin Col·lectivitat de Saint-Martin | Col·lectivitat d'ultramar de França           | francès: Saint-Martin - Collectivité de Saint-Martin                       | Marigot        | 35.684   | 53,2 km²      |
|         |      | Saint-Pierre i Miquelon                     | Col·lectivitat d'ultramar de França           | francès: Saint-Pierre-et-Miquelon                                          | Saint-Pierre   | 6.057    | 242 km²       |
|         |      | Sint Eustatius                              | Municipi especial dels Països Baixos          | neerlandès: Sint Eustatius                                                 | Oranjestad     | 3.193    | 32 km²        |
|         |      | Sint Maarten                                | País constituent del Regne dels Països Baixos | neerlandès i anglès: Sint Maarten                                          | Philipsburg    | 37.132   | 34 km²        |